# Піни (Україна)
Пі́ни (до 1948 — Молла-Елі, крим. Molla Eli) — село Білогірського району Автономної Республіки Крим.
Відстань від райцентру до населеного пункта становить 22 кілометрів по прямій.